# Itty Bitty Titty Committee
Itty Bitty Titty Committee ist eine US-amerikanische Filmkomödie aus dem Jahr 2007. Regie führte Jamie Babbit, das Drehbuch schrieben Tina Mabry und Abigail Shafran.

## Handlung
Anna wurde von ihrem College abgelehnt, ihre Freundin hat mit ihr Schluss gemacht, und ihre große Schwester heiratet. Sie lernt Sadie kennen, die sie einlädt, sich Clits In Action, kurz C(i)A, anzuschließen, einer radikalen feministischen Gruppe der Dritten Welle. Anna kommt bald mit ihrer politischen Seite in Berührung,[2] sie beteiligt sich mit der Gruppe an illegalem Aktivismus und wird in ihrem Alltag aggressiver.
Anna beginnt sich in Sadie zu verlieben, die seit Jahren mit einer älteren Frau namens Courtney liiert ist. Courtney arbeitet für eine eher mainstreamige feministische Organisation und ist nicht einverstanden mit der Methode der C(i)A, Bewusstsein durch öffentliche Kunst zu schaffen, die meist Vandalismus beinhaltet.
Die Gruppe reist, um an einem Protest gegen die Homo-Ehe teilzunehmen – anstatt dafür oder dagegen zu sein, argumentieren sie, dass die Ehe das falsche Ziel ist, da sie eine Institution ist, die im Sexismus wurzelt. Obwohl sie von einem anderen Mitglied der C(i)A, Meat, gewarnt werden, dass Sadie Menschen benutzt, teilt Anna eine Nacht der Leidenschaft mit ihr, während sie in einem Hotel übernachten. Bei der Kundgebung am nächsten Tag gerät die freimütige Shulamith fast mit einem Demonstranten aneinander. Der Kampf wird von einem lokalen Nachrichtenteam aufgezeichnet und die Botschaft der Gruppe wird als gewalttätig und homophob missverstanden. Meat enthüllt auch, dass ihre Website – die sie als das Zentrum ihres Aktivismus betrachten – von niemandem außer ihnen selbst angeklickt wurde.
C(i)A versucht, ein Treffen in Courtneys Haus zu veranstalten, aber persönliche Konflikte spitzen sich zu. Anna glaubt, dass Sadie Courtney verlassen wird, um mit ihr zusammen zu sein, aber Sadie bleibt abhängig von ihrer Partnerin. Meat und Shulamith verkünden, dass sie die Gruppe aufgeben, Sadie bleibt bei Courtney zurück, und Aggie (ein Transgender-Mann, der Teil der C(i)A ist) tröstet Anna, die untröstlich über Sadies Ablehnung und den Verlust der C(i)A ist. Am Ende feiern sie zusammen und haben einen One-Night-Stand. Am Morgen hat Aggie das Frühstück vorbereitet und eine Blume für Anna besorgt, die ihn nur als Freund betrachtet. Sadie kommt hinzu, um über die Geschehnisse der vergangenen Nacht zu sprechen. Anna versucht zu erklären, dass ihre Nacht mit Aggie nichts bedeutet hat. Er hört das und ist tief verletzt. Sadie geht und Anna ist wirklich allein.
In einem Versuch, die Dinge wieder in Ordnung zu bringen, formuliert Anna einen Masterplan, um C(i)A nationale Aufmerksamkeit zu verschaffen. Meat und Shulamith mögen ihre Idee, bestehen aber darauf, dass sie die Dinge mit Aggie wieder in Ordnung bringen muss. Anna entschuldigt sich, Aggie verzeiht ihr, und die vier führen den Plan aus, ohne Sadie.
Anna nimmt an der Hochzeit ihrer Schwester teil, was ihre Familie erfreut, geht aber früher, um ihren Teil des Plans auszuführen – sie schleicht sich mit Aggie und Meat in das Studio einer beliebten Talkshow. Courtney tritt in der Show auf, um über die Angemessenheit einer Feier zum (willkürlichen) Jahrestag der Errichtung des Washington Monuments zu streiten, die sie für eine Ablenkung von den wirklichen Problemen hält. Als der Moderator eine Live-Aufnahme des Denkmals verlangt, speist die C(i)A ihr Material ein. Mit der fachkundigen Hilfe von Calvin, einem von Shulamiths Liebhabern (der aus dem Militär entlassen wurde, weil er unter „Don’t Ask Don’t Tell“ lesbisch war), und Meats Fähigkeiten in der Bildhauerei wird ein riesiger Phallus auf dem Washington Monument errichtet und mit Sprengstoff weggesprengt. Zurück im Studio löst Aggie den Feueralarm aus und die Gruppe flieht.
Im Fluchtwagen, der auf Anna wartet, ist sie überrascht, Sadie zu sehen, die endlich mit Courtney Schluss gemacht hat. Sadie entschuldigt sich für ihr Verhalten, und die beiden vereinbaren, nur noch Freunde zu sein, küssen sich dann aber. Durch einen Text im Epilog wird enthüllt, dass Shulamith und Calvin freiwillig die Schuld an der Explosion auf sich genommen haben und eine reduzierte Strafe erhielten, weil niemand verletzt wurde. Aggie begann eine Hormontherapie, gründete eine neue feministische Gruppe für Männer und bekam eine Freundin. Meats Skulptur, die im Fernsehen erschien, startete ihre Kunstkarriere. Courtney führte die Talkshow-Moderatorin Marcy zum Essen aus, nachdem sie gemeinsam aus dem Gebäude geflohen waren. Marcy verließ daraufhin ihren Mann, um mit Courtney zusammenzuziehen. Anna und Sadie bleiben zusammen, und Anna besucht jetzt das College, wo sie eine Gruppe gegründet hat, die sich auf ein positives Körperbild konzentriert, das Itty Bitty Titty Committee.

## Kritiken
Leslie Felperin schrieb in der Zeitschrift Variety vom 12. März 2007, der Film habe einen langen Titel, sei aber beschämend. Das Drehbuch sei kaum witzig.
Auf Rotten Tomatoes erhält der Film 38 Prozent.

## Auszeichnungen
Die Regisseurin Jamie Babbit wurde 2007 in zwei Kategorien mit dem South By Southwest Film Competition Award ausgezeichnet.

## Hintergründe
Der Film wurde in Los Angeles und in Vancouver gedreht. Seine Produktionskosten wurden auf 1 Mio. US-Dollar geschätzt. Die Weltpremiere fand am 9. Februar 2007 auf den Internationalen Filmfestspielen Berlin statt. Es folgten Vorführungen auf dem South by Southwest Film Festival, dem London Lesbian and Gay Film Festival, dem Melbourne Queer Film Festival, dem Miami Gay and Lesbian Film Festival, dem Mostra Internacional de Cinema Gay i Lèsbic de Barcelona, dem Japan International Gay and Lesbian Film Festival und dem Paris Gay and Lesbian Film Festival. Der Film wurde in den USA ab dem 28. September 2007 in zwei Kinos gezeigt, wo er ca. 16.500 US-Dollar einspielte.